# Marc Serra Solé
Marc Serra Solé (Barcelona, 5 de octubre de 1986) es un jurista, sociólogo y político catalán, regidor del Ayuntamiento de Barcelona desde 2019.

## Biografía
Nacido el 1986 en Barcelona, es vecino del barrio del Poble Sec. Serra, que ha formado parte de la plataforma «Cerremos los CIE», trabajó durante la corporación 2015-2019 del Ayuntamiento de Barcelona como asesor de Jaume Asens, tercer teniente de alcalde.
Fue codirector junto a Xapo Ortega y Xavier Artigas del documental "Tarajal: desmontando la impunidad en la frontera sur" que denuncia los hechos ocurridos el 6 de febrero de 2014 en la Tragedia del Tarajal, cuando al menos 15 personas murieron ahogadas en Ceuta, en la frontera entre España y Marruecos.
Incluido como candidato al número 9 de la lista de Barcelona en Comú para las elecciones municipales de 2019 en Barcelona, fue elegido regidor. Fue nombrado responsable de Derechos de Ciudadanía, Participación y Justicia Global y, en sustitución de Laura Pérez Castaño, de la concejalía del distrito de Sants-Montjuic.

## Filmografía
Codirector
- Tarajal: desmontando la impunidad en la frontera sur (2016)[4][7]